# Pražské jaro (kniha)
Pražské jaro (v anglickém originálu Prague Spring) je román britského spisovatele Simona Mawera vydaný v roce 2018.

## Popis
Kniha popisuje příběh fiktivních postav zasazených do reálných událostí. Děj se odehrává v létě roku 1968 souběžně v tehdejším Československu a Spojeném království, a některých zemích západní Evropy.

### Děj
Děj popisuje dva paralelní příběhy:
1. Dvojice mladých oxfordských studentů James Borthwick, pocházející z venkova poblíž Sheffieldu, a Eleanor (Ellie) ze středostavovské rodiny právníka z hrabství Surrey, se rozhodne pro prázdninovou cestu do jižní Evropy. Studenti jedou autostopem přes západní Evropu. V Bavorsku se setkají s německou violoncellistkou, která jim sdělí, že v Praze odehraje koncert. Seznámí je s událostmi pražského jara, které v té době probíhalo. James a Eleanor, kteří o směru pokračování rozhodují losováním mince, tak místo na jih (k moři do Itálie či do Řecka, jak byl jejich původní plán) improvizovaně  zamíří na Východ za železnou oponu, do Československa.
2. První tajemník britského velvyslanectví, Samuel Wareham (Sam), jehož anglická snoubenka odjíždí dlouhodobě do Anglie, se v Praze seznámí s českou dívkou Lenkou. Při cestě z diplomatické cesty do Mnichova nabere v západních Čechách dvojici stopařů s nálepkami „GB“ na batozích. Tím dochází k propojení dějové linky obou příběhů. V Praze jsou všichni přítomni na koncertu violoncellistky i následné invazi vojsk Varšavské smlouvy. Lenka, s níž se Sam plánoval oženit, je postřelena sovětským vojákem do hlavy a upadá do kómatu. Ve vojenská nemocnici v Praze podstupuje operaci, s nejasnou prognózou na přežití. Dvojice studentů odjíždí diplomatickým konvojem z okupované země. Na Západ pomáhá převézt věhlasného sovětského dirigenta, který požádal o pomoc Sama.